# Leucadendron bonum
Leucadendron bonum är en tvåhjärtbladig växtart som beskrevs av I. Williams. Leucadendron bonum ingår i släktet Leucadendron och familjen Proteaceae. Inga underarter finns listade i Catalogue of Life.